# Kemal Küçükbay
Kemal Küçükbay (* 23. August 1982 in Sivas) ist ein türkischer Radrennfahrer.

## Karriere
Küçükbay wurde während seiner Karriere zweimal türkischer Landesmeister, 2010 im Einzelzeitfahren und 2011 im Straßenrennen. Er vertrat sein Land bei den Olympischen Spielen 2012, konnte das Straßenrennen aber nicht beenden. Er gewann mehrere Rennen des internationalen Radsportkalenders, darunter 2007 die Gesamtwertung des türkischen Etappenrennens Tour of Mevlana.

## Erfolge
2006
- eine Etappe Tour du Cameroun

2007
- Gesamtwertung und eine Etappe Tour of Mevlana

2008
- Türkischer Meister – Einzelzeitfahren (U23)

2010
- eine Etappe Tour of Trakya
- Türkischer Meister – Einzelzeitfahren
- eine Etappe Tour of Victory
- Gesamtwertung und eine Etappe Tour of Marmara

2011
- eine Etappe Tour of Trakya
- Türkischer Meister – Straßenrennen